# Marsh seedless
Hybride
Parent A de l'hybridation 
  Citrus maxima 
×

Parent  B de l'hybridation 
  Citrus sinensis 
Classification phylogénétique
Marsh seedless est un semis nucellaire de pamplemousse (C. paradisi) introduit par C.M. Marsh pépiniériste de Lakeland en Floride vers 1895. Il est l'aboutissement d'une amélioration variétale des pamplemousses blancs qui seront supplantés à la fin du XXe siècle par les pamplemousses roses.

## Dénomination
Citrus paradisi Macfad. (sensu Swingle et Reece 1967; sensu Tanaka sec. Cottin 2002).
Connu aussi sous le nom de White Marsh. En français, l'Académie d'Agriculture utilise les noms de variété américains.

## Histoire
Marsh serait né d'un semis de 'duncan' vers 1860 à Lakeland, en Floride ou selon E. H. Tison avant 1886 dans le verger de J. Handcock qui ayant repéré la singularité de l'arbre en avait commencé la propagation. C. M. Marsh de Lakeland le présente dans son catalogue 1896-97 avec de nombreux commentaires. C'est un pamplemousse blanc qui se distingue par sa quasi absence de pépins, ce qui permet de garder le fruit sur les arbres plus longtemps d'après lui. Il est disponible à partir de 1899 sous le nom de 'Marsh Seedless pomelo'.

Sa culture gagne rapidement la Californie en 1894, dès 1898 il est mentionné comme le pamplemousse de Californie. 'Marsh seedless' est progressivement diffusé dans le monde entier: en 1922 L. Trabut en Algérie le sélectionne comme le plus intéressant des pomelos américains, il est cultivé au Maroc en 1931, choisi en Indochine en 1933. En 1924, il est introduit en Afrique du Sud, en 1930 largement produit au Brésil.

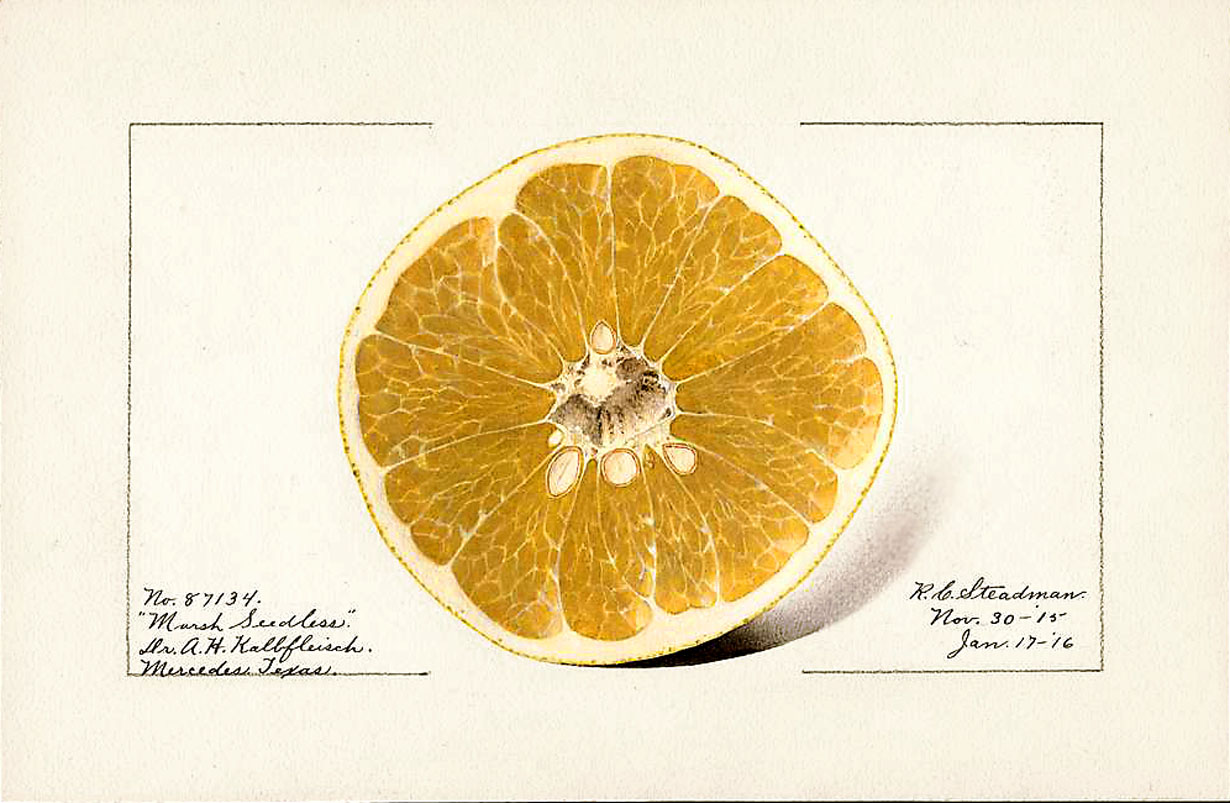
Marsh seedless par Royal Charles Steadman (1915)

## Description
L'arbre est légèrement plus petit que duncan, très productif: de 100 à 300 fruits par an et plus tardif que 'duncan'. Le fruit de grande taille est légèrement aplati, la peau lisse, la pulpe juteuse (de l'ordre de 40 % de jus) et de bonne qualité. Selon la date de récolte son poids varie entre 270 et 360 g (les choix du porte greffe influence le poids du fruit et sa teneur en micronutriments), l'acidité titrable 1,5 ml/l soit un pH proche de 3. Marsh n'est pas asperme (sans pépin), il a 3 à 6 graines pour 12 quartiers, «le fruit, ne contient pas de pépins, ou n'en contient que très rarement» écrit la Jean Dufrenoy.

### Nutrition
Une étude indienne (2021) a montré une forte volatilité dans le contenu en micro-nutriments de la pulpe et du zeste en fonction du degré de maturité du fruit, les récoltes dans un délai < 200 jours après l'anthèse étant préférables. Une publication indienne donne une teneur en flavonoïdes et une activité antioxydante croissante avec la maturité du fruit tandis que l'accumulation de narangine est maximale au début du développement du fruit. La sensibilité du fruit à l''éthylène qui provoque sont murissement impose de le conserver dans un endroit frais et ventilé (3 à 9 °C) humidité : 85 à 90 %.
Le niveau de sucres totaux (réducteurs et non réducteurs) est le plus bas parmi les C. paradisi 1,41 à 2,35 g/100 g.
La teneur pour 100 g  en vitamine A est de 0,18 mg, vitamine B5 0,3 mg, B6 0,025 mg, vitamine C 34 mg.

### Phylogénie et descendance
Il existe de nombreux cultivars de Marsh. En premier lieu le pamplemousse blanc avec graines ou 'Marsh seedy' , mais surtout des mutants colorés de rose ou de rouge: 'Redblush' = 'Red Marsh' est une mutant de bourgeon de 'Thompson'. Les cultivars colorés sont devenus dominants au XXIe siècle.

#### Descendance
- Pamplemousse 'Frost Marsh'[31]  est un clone nucellaire obtenu par H.B. Frost en 1916[32].

- 'Thompson' (Pink Marsh) est né en 1923[33] dans le verger de W. B. Thompson à Oneco (Floride) d'une mutation de Marsh, c'est le premier grapefruit sans graine avec une pulpe rosée. Il a été largement cultivé au Texas[34].
- 'Redblush' (Ruby) ou 'Red Marsh' est né d'une mutation des bourgeons de 'Thompson'[1] en 1931 au Texas[35].

### Huile essentielle
Elle est colorée et très riche en limonène (94 %) et en myrcène (1,8 %).